# Wiktor Grigorjewitsch Kuskin
Wiktor Grigorjewitsch Kuskin (russisch Виктор Григорьевич Кузькин; * 6. Juli 1940 in Moskau, Russische SFSR; † 24. Juni 2008 in Sotschi, Russland) war ein sowjetischer Eishockeyspieler, der 2005 in die IIHF Hall of Fame aufgenommen wurde.

## Karriere
Kuskin begann seine Profi-Karriere 1958 beim HK ZSKA Moskau in der Russischen Eishockey-Liga, wo er 18 Jahre lang, bis zu seinem Karriereende 1976, blieb. In den 530 Liga-Spielen erzielte der Verteidiger 71 Treffer. Er wurde 13 Mal sowjetischer Meister und gewann mit ZSKA sieben europäische Titel. Zum All-Star Team der Liga gehörte er zweimal und 1963 wurde er als „USSR ZMS“ (etwa: „verdienter Sport-Champion“) ausgezeichnet. Für die sowjetische Eishockeynationalmannschaft stand er 173 Mal auf dem Eis und erzielte in dieser Zeit 19 Tore. Mit der Sowjetunion wurde er achtmal Weltmeister und einmal Vizeweltmeister. Bei Olympischen Spielen gewann er mit der UdSSR dreimal die Goldmedaille (1964, 1968 und 1972). Nach seiner Spielerkarriere wurde er einer der Trainer bei ZSKA Moskau. Am Rande der Eishockey-Weltmeisterschaft der Herren 2005 wurde er mit der Aufnahme in die IIHF Hall of Fame geehrt. Bereits 1963 war er in die Russische und sowjetische Hockey Hall of Fame aufgenommen worden.
Kuskin verstarb im Juni 2008 während eines Tauchgangs im Schwarzen Meer.

## Ehrungen
- Ehrenzeichen der Sowjetunion (1965, 1972)